# لوکینو ویسکونتی
لوکینو ویسکونتی دی مودرونه (به زبان ایتالیایی: Luchino Visconti) (زاده: ۲ نوامبر ۱۹۰۶–مرگ: ۱۷ مارس ۱۹۷۶) کارگردان نامی سینما و تئاتر ایتالیایی بود.

## کارنامه و زندگی

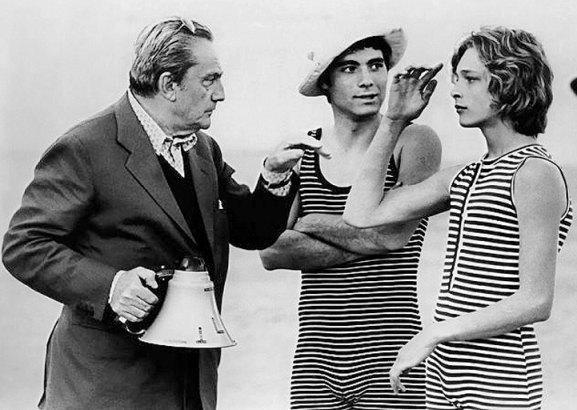
ویسکونتی (چپ) در فیلم «مرگ در ونیز»

لوکینو ویسکونتی در دوم نوامبر ۱۹۰۶ در شهر میلان در خانواده ای سرشناس و ثروتمند زاده شد. نام تباری او کنت دن لوکینو ویسکونتی دی مدرنه است. پدرش جوزپه ویسکونتی، دوک مدرنه، و مادرش کارلا اربا، دختر یک کارخانه دار بود. لوکینو در کودکی‌ و نوجوانی‌ ناآرام و پرخاشگر بود. وی بارها سابقه ی فرار از خانه و مدرسه را داشته است. با این همه همواره در زندگی اش شیفتهٔ آهنگ بود و خود ویلونسل می‌نواخت. در جوانی دوستان فرهیخته ای همچون پوچینی، آهنگساز نامی اپرا، توسکانینی، رهبر ارکستر و گابریله دانونزیوی داستان‌نویس پیدا کرد؛ و اندکی پس از آن برای هشت سال به پرورش اسب پرداخت. در ۱۹۳۶ هنگامی که نازی‌ها، از پیمان ورسای سرپیچی کردند و راین لند را دگرباره تصرف کردند، ویسکونتی به پاریس رهسپار شد و با کوکو شانل، طراح لباس آشنا شد. شانل ویسکونتی سی ساله را به فیلم‌ساز نامی فرانسه ژان رنوار معرفی کرد.
رنوار که در حال ساختن فیلم «پارتی ییلاقی» بر پایهٔ داستانی از گی دو موپاسان بود، ویسکونتی را به دستیاری کارگردان برگزید و او جامه‌های این فیلم را طراحی کرد. در این زمان بود که او که تاکنون دلبسته به فاشیسم بود از آن روی‌گردان شد و به کمونیسم روی آورد. پس از پرسه‌ای کوتاه در هالیوود او به رم بازگشت و به انجمن سینماگران جوان گاهنامهٔ «سینما» پیوست که ویتوریو موسولینی، پسر بنیتو موسولینی، سرپرست آن بود. در ۱۹۴۳ ویسکونتی و یارانش در این انجمن: جیوزپه دو سانتیس، جیانی پوچینی و ماریو آلیکاتا فیلمنامهٔ آزش را بر پایهٔ برگردان آزاد داستانی از جیمز کین به نام پستچی همیشه دو بار زنگ می‌زند نوشت. نسخهٔ برگردان فرانسوی این داستان را رنوار به ویسکونتی داده بود و سیستم سانسور فاشیسم آن را با چند دگرگونی پذیرفت. اگرچه گفته شده‌است که ویتوریو موسولینی پس از دیدن پیش نمایش فیلم از تالار نمایش بیرون آمده و با خشم گفته‌است «این ایتالیا نیست» و پس از آن از پخش فیلم جلوگیری شد تا آنکه پس از جنگ در شمار فیلم‌های نوواقع‌گرایانه دگر بار به نمایش آمد. در این اثر ویسکونتی بسیاری از ویژگی‌های کارهای آینده‌اش، همچون به‌کارگیری هوایی اپرایی، ایتالیایی کردن داستان و شخصیت‌های آن و بیش از هر چیز دیگر نشان دادن راستی در واقع‌گرایی اجتماعی و هستی و بدور از شگفتی و گزافه نمایان بود.
در چرخه سال‌های جنگ، ویسکونتی خانه‌اش را در اختیار مبارزان کمونیست قرار داد تا به عنوان پناهگاه از آن استفاده کنند و او خود در نبرد مسلحانه با اشغال‌گران آلمانی درگیرودار شد؛ و چنین بود که گشتاپو برای چندگاهی او را در سال ۱۹۴۴ زندانی کرد. اگرچه اندکی درنگذشت که ویسکونتی توانست در ۱۹۴۵ به کین وری از تیر باران سرزندانبان خود فیلم گواهاک «روزهای شکوه» را بسازد؛ و در این هنگام بود که حزب کمونیست ایتالیا با او پیمان بست که سه‌گانه‌ای از زندگی ماهیگیران، معدنچیان و کشاورزان سیسیلی بسازد. او زمین دارد می‌لرزد تنها فیلم از این سه‌گانه را در ۱۹۴۸ ساخت. زمین دارد می‌لرزد به سبک فیلمی گواهاک از زندگی ماهیگیران سیسیلی بدون بازی هیچ هنرپیشه‌ای و در خود جای ماهیگیران ساخته شد و برندهٔ جایزهٔ بزرگ فستیوال فیلم ونیز شد.
پس از لرزه‌های زمین ویسکونتی سبک نو واقع‌گرایی را به یک سو نهاد و به جای آن به سبکی شخصی برای پرداخت چهرهٔ مادری رمی که شیفتهٔ هنرپیشگان است روی آورد و «بلیسیما» را در ۱۹۵۷ ساخت. به گفتهٔ لینو میچیکه منتقد ایتالیایی:
 «این فیلم نشان از پایان چرخهٔ سرودایی نوشدایی و رو به تیرگی پردیس آن سینمایی بود که برای چندین گاهی فیلم را کانون ستیزهٔ سیاسی و اجتماعی میان کهنه و نو نموده و مایهٔ نابودی سراب واری بود که خود سینما را چیزی جدا از سراب واری می‌پنداشت»

 ویسکونتی در اینباره می‌گوید 
«هر از گاهی دراز بود که می‌خواستم با مانیانی فیلمی بسازم؛ و چون او بنا بود که نگارهٔ نخست «بلیسیما» را بازی کند، من پیشنهاد سالوو دآنجلو را دربارهٔ ساختن فیلمی بر پایهٔ زاواتینی پذیرفتم. من دلبسته بر آن بودم که با کس گانهای پالرون authentic کارکنم که با آن بسیار از پدیده‌های درونی و پربار را بتوان نشان داد و همچنین می‌خواستم ببینم چگونه پیوندی میان من به آوند یک کارگردان و او به آوند هنرپیشه‌ای سترگ شدایی پذیر خواهد شد؛ و سرانجام آن کار بسیار دلپذیر بود»
نخستین فیلم ویسکونتی که در آن اندیشار سینما به آوند هنر والا نمایان است فیلم درام تاریخی احساس در ۱۹۵۴ است. در این فیلم اپرایی ویسکونتی با بینشی مارکسیستی داستان شیدایی بی سرانجامی را باز گو می‌کند که در هنگام جدایی ایتالیا از زیر بندگی اتریش رخ می‌دهد.
او سپس «شبهای سفید» را بر پایهٔ داستانی از فیودور داستایوسکی در ۱۹۵۷ کارگردانی نمود. در این فیلم با به‌کارگیری ارته‌های تئاتری او بار دیگر اندیشار «هنر والا» را برای سینما آزمون می‌کند.

### چرخه فیلم‌های خودوای
در ۱۹۶۰ ویسکونتی یکی از ارزنده‌ترین کارهای خود «روکو و برادرانش» را به پرده می‌آورد. این فیلم آغاز چرخهٔ کارهای خودوای او را نشان می‌کند. ویسکونتی در این چرخه تنها به کارگردانی سینما می‌پردازد و از کارگردانی اپرا و نمایشنامه خودداری می‌کند. «روکو و برادرانش» داستان خانوادهٔ کشاورزی از سیسیلی به نام پراندیز را بازمی‌گوید که در جستجوی کار به شهر صنعتی میلان روی آورده‌اند. ویسکونتی نخستین فیلم سازیست که تنش‌های جامعهٔ صنعتی را از دیدی مارکسیستی می‌نمایاند. روکو (با بازی آلن دلون) می‌کوشد که خانواده را با هم نگاه دارد و این در کشاکش زندگی کارخانه‌ای ناممکن می‌نمایاند. برادران که نمی‌توانند کار بیابند بناچار به مشت زنی برای بردن پاداش روی می‌آورند که این بگمان ویسکونتی خود نشانی از بهره‌گیری سرمایه داریست. آمدن نادیا یک زن روسپی داستان را پیچیده‌تر می‌سازد و بر ناهماهنگی میان برادران می‌افزاید و به انجام سیمون یکی از برادران نادیا را می‌کشد. روکو می‌کوشد تا سیمون را رهایی دهد ولی سیرو برادر کوچکتر که اینک در کارخانه‌ای کار گرفته و به اتحاد کارگری پیوسته‌است او را لو می‌دهد.
پس از «روکو و برادرانش» ویسکونتی فیلم «پلنگ» را در ۱۹۶۳ بر پایهٔ داستانی از جوزپه تومازی دی لامپه دوزا ساخت که پاداشن نخل زرین فستیوال فیلم کن را از آن خود ساخت. داستان فیلم رویدادهای سرنگونی خاندان سابینا والاتبار سیسیلی را بازمی‌نمایاند که در سال‌های باز بهم پیوست ایتالیا به رهبری جوزپه گاریبالدی رخداد و ایتالیایی‌ها این چرخه از تاریخشان را در سدهٔ نوزدهم، ریزورجی منتو می‌خوانند. برای بازیگر نخست فیلم، ویسکونتی هنرپیشهٔ روسی، نیکولای چرکاسوف را در دید داشت؛ ولی بنگاه استودیوی فاکس قرن بیستم که فرآورنده فیلم بود، برای فروش بیشتر، برت لانکستر را پیشنهاد نمود و ویسکونتی پس از آنکه دریافت که گزینش دیگرش لارنس الیویه درگیر فیلمی دیگرست، بناچار با ناخرسندی برت لانکستر را پذیرفت. ویسکونتی در این فیلم با نگرشی مارکسیستی فرواُفتایی ردهٔ با فرهنگ و فرازان والاتباران زمیندار را در برابری با پوچی و پوک اندیشی ردهٔ شهر نشینان بازارگان روان می‌کاود. پرنس سابینا (برت لانکستر) مردی خاموش و کناره‌گیر اما دانشورست که شب‌ها ستاره‌شناسی می‌کند و به بی‌کران می‌اندیشد. اگرچه او مردی شدا گراست اما اندوه گذرانی همه چیز همیشه با اوست. در گفتگویی با رانشمداری کوشا می‌گوید «ما ببرها بودیم و شیران ولی آن‌ها که جای ما را می‌گیرند شغال هایند و روباهان اگرچه همهٔ ما ببرها، شیرها، شغالها و گوسفندها خود را گوهرهای نایاب می‌پنداریم»
«ستارگان تیرهٔ سامانهٔ خرس بزرگ» یا «ساندرا» ساخته شده در ۱۹۶۵، بازنگری ایست از افسانهٔ تاریک الکترا و برادرش اورستس که در آن اردوگاه‌های تن فشردهٔ نازی جایگزین صحنهٔ نبرد تروآ شده‌است. ساندرا همهٔ ویژگی‌های فیلم‌های هنر والای ویسکونتی را در بردارد: شیدایی نابرازنده، چشم‌اندازهایی جادویی و آمیخته با آهنگی شگرف برای پیانو. فیلم با رانندگی ساندرا (کلودیا کاردیناله) و همسفرش از آن سوی اروپا بسوی خانه‌اش با دیوارهای بلند و پر از زیبایه‌های باستانی در ولترا، شهری کهنه در توسکانی، آغاز می‌شود و در اینجاست که ساندرا گمان می‌برد که شاید مادرش و دلباختهٔ او (که وکیل خانواده‌اش ست) به هم ساخته و پدر یهودی ساندرا را به نازی‌ها لو داده‌اند تا کشته شود. ویسکونتی با این داستان بار دیگر پژمردگی‌ها و گندناکی‌های شهر بازاریان را آشکار می‌کند. سپس در ۱۹۶۷ او داستان هستی گرایانه آلبر کامو، «بیگانه» را به پرده آورد. اما بسیاری از خرده گیران این فیلم را نپسندیدند چراکه در آن از هستاگری کامو رنگی نمی‌دیدند؛ و شاید که از دید ویسکونتی کشتن آن عرب پابرهنه به دست آرتور مارسوی (Arthur Meursault) «بیگانه» به جای پیوند با هستایی کامو از انگارهٔ ستیزه یی مارکسیستی رنگ گرفته بود.
ویسکونتی آسوده از اندیشیدن به خرده‌گیری از کارهایش پژوهش مارکسیستی خودرا به ردهٔ سرمایه داران با فیلم «غروب خدایان» یا «نفرین‌شدگان» در ۱۹۶۹ دنبال نمود. این فیلم با هوای شگرف اپرایی داستان اُفتش خاندان فن اسنبک را بازمی‌نمایاند که در آوند خویش کارخانه‌های پولادسازی و جنگ‌افزار دارند و از آن توانمند و پر نوایند؛ ولی با پیدایی هیتلر و چیرگی نازی‌ها بر نهادهای سیاسی و اجتماعی می‌کوشند که به کج دار و مریز کنار آیند. داستان با جشن زادروز یواکیم فن اسنبک بزرگ خاندان آغاز می‌شود و این اندکی پیش از آتش‌سوزی رایشتاگ است که به هیتلر بهانه داد تا کمونیست‌ها را سربکوبد. ویسکونتی بار دیگر با به‌کارگیری همهٔ ارته‌های هنر والا گند ناک پیوندهای سرمایه‌داری این رده‌ها را بازمی‌نمایاند.

### چرخهٔ فرجام: مرگ، تاریخ و سرنگونی
در دههٔ ۷۰ فیلم‌های ویسکونتی درون گرایانه و سرشار از نمادهای مرگ و سرنگونی و آشفتگی سامان تاریخی بود که با هرزه-برهنگی و پتیارگی درهم آمیخته بود. برخی از بازکاوان این ویژگی را به همجنس‌گرایی او پیوند داده‌اند. اگرچه باید گفت که اندیشارهای این فیلم‌های چرخهٔ فرجام ژرف‌تر و پیچیده‌تر از آنند که به سادگی بازگشوده و چاره شوند. ویژگی هماهنگ کارهای فرجامین ویسکونتی در اینست که گویی او هراز گاهی از تاریخ را برمی‌گزیند که در آن بسامانی جامعه رو به واژگونی است؛ و اگرچه چنین می‌نماید که برداشت چندی از بازکاوان درست است که یازش ویسکونتی هنایش گرفته‌است از بینش «توماس مان» در داستان «کوه جادو» و بینش «مارسل پروست» در داستان «در جستجوی زمان ازدست‌رفته»، اما می‌بایست بیاد داشت که ویسکونتی هرگز به این باور «مان» و «پروست» که مرگ دنبالهٔ زیست شناسانهٔ نمو و پژمردگی است حتی نزدیک هم نمی‌شود تا چه رسد که آن را بپذیرد.

در ۱۹۷۱ ویسکونتی «مرگ در ونیز» نخستین فیلم از ین چرخه را ساخت. این فیلم یکی از کارهای کمتر فهمیده شدهٔ اوست که برخی از باز کاوان بر او خرده گرفته‌اند که «مرگ در ونیز» او به داستان «توماس مان» وفادار نمانده‌است و این از همان گون خرده‌گیری است که در بارهٔ «بیگانه» ی او و کامو نیز دیده شد. اما این خرده گیران درنیافته‌اند که ویسکونتی داستان را تنها چارچوبی برای نمایش انگاره‌های خویش می‌یابد. توماس مان کس گانهٔ آهنگساز نامی «گوستاو مالر» را در ریخت قهرمان داستانش «گوستاو فن آشنباخ» آورده‌است؛ و ویسکونتی با کاربرد از هم سیمایی «درک بوگارد» (بازیگر نگارهٔ فن آشنباخ) با مالر و همچنین با به‌کارگیری پاره‌هایی از سمفونی‌های سوم و پنجم مالر به تماشاگر می‌رساند که «مرگ در ونیز» بیش از هرچیز به مالر نگران است تا به توماس مان. براستی که ویسکونتی و مالر در برداشتشان از هنر والا بهم بسیار نزدیکند. سمفونی‌های مالر در سترگی و شگرفی شان با فیلم‌های اپرا گونهٔ ویسکونتی هماهنگ‌اند. مالر خود گفته بود که کارهایش دربارهٔ زندگی است که «قهرمان» آن در تلاش است تاکه میانای زندگی و مرگ و شیدایی و پشیمانی و شکست را دریابد؛ و این همان میاناست که ویسکونتی در پی آن بود. اما «مرگ در ونیز» کناره یی عارفانه نیز دارد؛ و آن شیفتگی فن آشنباخ به پسرک پری سیمای زرین موی لهستانی «تادزیو» (با بازی بیورن اندرسن) است و این شیفتگی بس بیش از کششی همجنس گرایانه‌است، که بل «تادزیو» آن نماد شیدایی هنرمند به پندارهٔ ناب زیبایی و راستی ست که یازش هر جویش هنریست. لایهٔ دیگر نمادین فیلم با آگاهی فن آشنباخ پدیدار می‌شود در آنگاه که او در می‌یابد که ونیز در چنگال گستردهٔ بیماری وبا گرفتار آمدست. و گسترش وبا پیش نمادی از پدیداری فاشیسم در اروپاست است که این پدیداری در فیلم ماهلر به کارگردانی کن راسل در ۱۹۷۴ نیز نشان شده‌است. ویسکونتی دیگر بار با دیدی هنایش گرفته از مارکسیسم پیوند میان شهربازاریان (bourgeois) و فاشیسم را هویدایی می‌دهد. برای نمون هنگامی که فن اشنباخ از گذشته‌ها یاد می‌آورد و دوستی با پیانو پاره یی از یک سیمفونی سرشار از آسیمه گی‌های اندوهناک را می‌نوازد آهنگ او در زیر آوای بلند و پوچ مایهٔ موسیقی میهمانسرا گم می‌شود؛ و زنان شهربازاری رادر کنار دریا می‌بینیم که با جامه‌های تافته‌شان مازماز و با چترهایشان رنگین به خود نمایی پرسه می‌زنند.
ویسکونتی پندارهٔ فیلم ۱۹۷۲ خود «لودویگ» را در ۱۹۷۱ یافت هنگامی که در باواریای آلمان به جستجوی جایگاهی برای فیلمبرداری «سرنگونی خدایان» بود. در آن سال او در اندیشهٔ به پرده آوردن داستان «به جستجوی هنگامی از دست شده» از «مارسل پروست» بود ولی از روی نا توانمندی ساختن آن را به آینده واگذاشت. ساختن لودویگ با یاری «ویتلسباخ» کاخ خاندان فرمانروای باواریا و نهادهای رانشگر باواریا که به او پروای فیلمبرداری در همهٔ کاخ‌های «لودویک» را دادند شدایی گرفت. هر چند پس از پایان فیلمبرداری او دچار آفند قلبی شد و برای درمان به بیمارستان کانتونزپیتال در زوریخ فرستاده شد و این همانجا بود که در آن توماس مان درگذشته بود.
داستان فیلم «لودویگ» در هنگام یگانه گشت و هم پیوندی کشورهای آلمان پس از جنگ‌های ناپلئونی رخ می‌دهد. در ۱۸۰۶ ناپلئون شاهزاده‌نشین باواریا را پادشاهی خواند تا که با میان بانی سرزمین باواریا فرانسه را از بیم آفند اتریش رهایی بخشد. پس از سرنگونی ناپلئون باواریا به دلبستگی با خاندان بوربون پادشاه دوم خویش را لودویک نهم (برابر آلمانی لویی نهم) خواند. لودویک دوم قهرمان فیلم ویسکونتی نوادهٔ او بود که در شانزده سالگی به پادشاهی رسید. او نوجوانی بود که از رانشبازی‌های اروپایی بیزار بود و به جای «رانشگار شدای بیسمارک» او به گاهان رؤیایی سده‌های میانی آلمان دلبستگی داشت؛ و دوست آهنگساز او ریچارد واگنر بینش او را در بارهٔ زندگی و هنر آموزش می‌داد. نماد گردانهٔ او قوی سیاه بود و پس از دیدن اپرای لوهنگرین واگنر، او خویشتن را همچون لوهنگرین گردی تنها در زره‌ای تابان می‌پنداشت. پس از پیروزی پروس بر فرانسه در جنگ ۱۸۶۶ بیسمارک که یازش بر یگانگی کشورهای آلمان داشت لودویک را برانگیخت، تا به آوند پادشاه بزرگترین کشور آلمان، ویلهلم پادشاه پروس را به امپراتوری آلمان درخواند. پس از یگانگی آلمان لودویک بیشتر و بیشتر از همه کناره گرفت و روزگار را در کاخ‌های برگ و «هوهنش وانگاو» در جهان پندارهای رؤیایی خود می‌گذراند. او به پای واگنر آهنگساز پول فراوان ریخت چه برای پشتیبانی از زندگی بسیار پر شکوه او و چه برای ساختن تالار اپرای بایرویت همچنین هزینه‌های بسیار برای ساختن کاخ‌های نو در جنوب باواریا را درپذیرفت. فرمانروایی باواریا این ولخرجی‌ها را تا آنجا که از کیسهٔ خود پادشاه بود می‌پذیرفت اما همینکه او به باج خواهی از فرمانروایی برخاست تا که بدهی‌هایش را سامانی دهد و بر سرچشمهٔ دارایی‌هایش بی افزاید یازش به برکناری او گرفته شد. پروفسور فن گودن او را از دیدگاه روانی بی تراز دریافت و برای پادشاهی نابرازا. پس او را برکنار نمودند و به کاخ «برگ» گسیل داشتند چندی نگذشت که پیکر بی جان او و پروفسور فن گودن را دریاچه‌ای نزدیک کاخ یافتند؛ و در پرونده مرگ او چنین آمد که او در کشاکش برای خودکشی اش خفگی پروفسور فن گودن را در آب برآغالیده‌است؛ و چنین است که سرگذشت لودویک همهٔ ویژگی‌های در خور پسند ویسکونتی را همچون نشان از هنر والا بسان اپراهای واگنر، کاخ‌های باشکوه، داستان تنهایی و پژمردگی و ستیزه گری‌های توانمندان و دیگر از این گونه نشان‌ها را داراست و ویسکونتی با استادیی بی‌مانند از این پدیده‌ها سود می‌برد تا تنش همیشگی میان هنر و زندگی را بازگشاید.
پس از «لودویک» بسیاری بر آن بودند که ویسکونتی که اینک به بهانهٔ آفند قلبی ناتوان شده بود همچون فدریکو فلینی که به همین سرنوشت دچار شده بود دست از کار خواهد کشید. اما او با سر سختی باز بکار پرداخت و نخست نمایشنامهٔ «گذشته‌ها»  ی هارولد پینتر را به صحنه آورد؛ و دیگر بار از داستان پینتر همچون خودرویی برای گسیل اندیشارهای خود سود برد و این بی وفایی به داستان خشم پینتر را برانگیخت. اما ویسکونتی آسوده نود به دنبالهٔ کار خویش بود. او سپس نمایشنامهٔ مانون لسکو پوچینی را به پرده آورد. و یک سال پس از آفند قلبی خود با آنکه هنوز به بهبودی درست دست نیافته بود به پشت دوربین سینما بازگشت و چون نمی‌توانست نشست، ایستاده فیلم «تابلوی خانواده در صحنه‌ای از زندگی روزانه» را در ۱۹۷۴ کارگردانی نمود.
برت لانکستر در این فیلم در نگارهٔ یک پیرمرد آمریکایی تاریخ‌نگار هنری پدیدار می‌شود که از جهان کناره گرفته و در کاخی تیره که از مادر ایتالیایی اش به او رسیده گوشه می‌گیرد. هنگامی که او بخش بالای خانه‌اش را به مادری رمی (سیلوانا مانگانو) و دلدادهٔ هرزه و رند او (هلموت برگر) اجاره می‌دهد زندگی آرام خویش را آشفته می‌یابد. ویسکونتی استادی خود را با ساختن این شاهکار نشان داده و با دیدی موشکافانه دگرگونگی‌های دههٔ ۱۹۷۰ را بازمی‌نمایاند. اما خرده گیران چپ بر او شوریدند که چرا این فیلم را انتشارگری دست راستی سرمایه‌گذاری نموده‌است. او به جای آنکه به سادگی پاسخ دهد که «برای این که هیچ‌کس دیگر نیست که بخواهد برای یک سینماگر ازکارافتادهٔ بیمار سرمایه خود را به بیم اندازد» با سرسختی گقت «مگر پول فیلم سازان دیگر از کجا می‌آید؟ شاید از هم پیوسته‌های کارگری؟ من برای نمونه یک سرمایه‌گذار دست چپی راهم نمی‌شناسم. من هرگز چنین کسی را نمی‌شناخته‌ام. من هرگز به چنین کسی برنخورده‌ام. پول است که فیلم را می‌سازدو فرا آوران فیلمند که آن پول را با خود می‌آورند؛ و آنان نکوخواهانی نیستند که از ستم بیدادهای اجتماعی دل پریشان باشند»
در سال ۱۹۷۶ ویسکونتی فیلم پایانی خود «بی گناه» را ساخت. در این فیلم او بار دیگر به شکوه و شگفتی زندگی توانمندان و گندوایی و دژمناکی شان می‌پردازد و آن را در زمینهٔ آشنای اپراگونهٔ کارهایش بازمی‌نمایاند. این فیلم بر پایهٔ داستانی از گابریله دانونزیو نوشته شده در ۱۸۹۲ است و در بارهٔ «تولیو همیل» (با بازی جانکارلو جانینی) والاتبار ایتالیایی است که همسر زیبایش را رها کرده تا با کنتس ترزا رافو (با بازی جنیفر اونیل) که بیوهٔ است توانمند خوش باشد. تولیو بزودی در می‌یابد که بازیچه ایست در دست کنتس و می‌کوشد تا از بند او رها شده و بسوی همسر خود بازگردد. اما همسر او جیولینا (با بازی لائورا آنتونلی) اینک با فلیپو نویسندهٔ جوان روی هم ریخته و از او آبستن است. تولیو اینک دوباره دلباختهٔ همسرش است اما این دلباختگی برایش هوایی تازه دارد. او می‌کوشد تا جیولیانا را وادار کند تا آبستنی خود را با انداختن بچه به پایان برساند؛ ولی با آنکه فیلیپو مرده‌است جیولیانا از این که دانه‌های کلیسا را زیر پا بگذارد سز باز می‌زند. برای تولیو که خود را بی خدا می‌خواند و می‌گوید: «زمین تنها کشور من است. هنگامی‌که من مردم همه چیز به انجام رسیده. من اینک زنده‌ام» به گفتهٔ وینسنت کنبی «در آفتابی‌ترین، پر فرهنگ‌ترین، به سامان‌ترین و درست رفتارترین از جهان‌ها، زیاده روی تولیو و جیوانا زندگی شان را در هم شکسته‌است. به همان مرگ آسایی که گویی در کشتی زیبایشان در میانهٔ دریای آدریاتیک به ژرفای آب فرومی‌روند»
اندکی پس از به پایان رسانیدن فیلم «بی گناه» ویسکونتی در گذشت.

## داوری
لوکینو ویسکونتی در ۷۰ سال زندگی خود، ۱۴ فیلم بلند داستانی و چندین بخش از فیلم‌های گروهی را ساخت، به علاوه او بیش از ۲۰ اپرا و ۴۰ نمایشنامه را به پرده آورد؛ و از این روی شاید بتوان گفت که او در مقایسه با بسی دیگر از کارگردانان سینما دریافتی ژرفتر از هنر داشت. او همچنین در ساختن فیلم‌های خود دریافتی اندیشارا داشت که از برداشت خود او از خواندن نویسندگانی مارکسیست چون لوکاچ و گرامشی هنایش گرفته بود. به آوند یک هنرمند ویسکونتی برآن بود که با تماشاگران گوناگون در لایه‌های برداشتی چندگون پیوند برپا کند. به گفتهٔ جفری نوئل اسمیت: 
 «ویژگی فیلم‌های ویسکونتی در همهٔ روزگار فیلمسازیش آن بود که کارگردان همه‌کاره فیلم بود. او بود که فیلمنامه‌نویس و هنرپیشه‌ها، سر ارته گران، the leading technicians و ویراستاران را برمی‌گزید. کارگردان حتی فرآوردکنندهٔ فیلم را نیز برمی‌گزید… فیلم‌های ویسکونتی به رویی از آن او بودند که مایهٔ رشک نه تنها کارگردانان هالیوود که بل کارگردانان ایتالیایی نیز بود. در چنین پیرامونه واری سینمای مؤلف و ضد مؤلف رده‌بندی‌هایی نا برازنده می‌باشند»
 فیلم‌های نخستین ویسکونتی، زمین می‌لرزد و وسوسه، از بنیان‌های سینمای نئورئالیستی هستند؛ و فیلم بلیسیما از این روی بارز است که نشان دهندهٔ نخستین درگذری از چرخهٔ نئورئالیسم به چرخهٔ پسا-نئورئالیسم در سینمای ایتالیا ست. در این فیلم ویسکونتی نهاد خود سینما را با دیدی شوخ‌طبع، تیز و برنده به پرسش می‌گیرد و این پرسش در آینده در فیلم زندگی شیرین فلینی دنبال می‌شود. همچنین ویسکونتی با این فیلم سوی‌گیری سیاسی ایتالیا و پیوند فرمانروایی دموکرات‌های مسیحی را با آمریکا خرده‌گیری می‌کند.
ویسکونتی در سه فیلم تاریخی «نود»، «ببر» و «سرنگونی خدایان» به ریشه یابی‌ای مارکسیستی برای دریافت «میهن گرایی» دست می‌یازد. فیلم‌های «نود» و «ببر» به میهن گرایی گاریبالدی که در سدهٔ نوزدهم پیشرو به دیده می‌آمد می‌پردازند. هر جند پس از ۱۹۳۰ میهن‌گرایی نازی‌های آلمان پس رونده و بیمناک یافت می‌شود و این برداشت درفیلم «سرنگونی خدایان» آشکار ست. ویسکونتی با دیدی هنایش گرفته از نوشته‌های مارکسیستی لوکاچ و گرامسچی این رهگذار رئالیسم تاریخ را به پرده می‌آورد. او به ویژه بیش از هز چیز به راستی و درستی صحنه می‌اندیشد. به گفتهٔ مارکوس ویسکونتی بر این پا فشاری می‌کند که هنگامی که بررسی رده‌ای از جامعه نهاد یک فیلم می‌شود، می‌بایست که صحنه پردازی فیلم نشان دهندهٔ بی کم‌وکاست ویژگی‌های آن رده باشد؛ و با همهٔ خرده‌گیری چپی‌ها ازین باور، به فرجام همین باور بود که باعث پذیرش فیلمسازان منتقدی چون برتولوچی، کاوانی و ورتمولر گردید. پس از پایان جنگ جهانی نخستین، میهن‌پرستی بود که مایهٔ پیدایش چندین فرمانروایی دست راستی در اروپای خاوری، در اروپای میانه و به ویژه در ایتالیا و سپس در اسپانیا گردید. برای ویسکونتی فرمانروایی نازی‌ها در آلمان پست‌ترین نشیب این میهن‌پرستی پسگرا بودو این بررسی مارکسیستی او از فرهنگ و تاریخ آلمان در سه فیلم «سرنگونی خدایان»، «مرگ در ونیز» و «لودویک» که «سه گانهٔ آلمانی» خوانده می‌شوند، پدیدار می‌آید. به برداشت بوندانلا، ویسکونتی با این سه‌گانه بسوی چشم‌انداز گسترده‌تری از سیاست و فرهنگ اروپا پیش می‌رود. شیوهٔ ویسکونتی در این فیلم‌ها آنست که «آنها همگی با صحنه‌ها و جامه‌های پر شکوه و پر تروتاب، روشن پردازی پر نود وناک، و دوربین گری به تیمارداری آهسته، و دلبندی به نگاره گریی که بازتابی از گشتن‌های درونی و ارزش‌ها ی نمادین اند ویژگی می‌گیرند» بگمان بوندانلا خرده گیران به گندوایی decadence نمایان در کارهای فرجامین ویسکونتی در خرده گیریشان راه به کژی پیموده‌اند. به گفتهٔ خود ویسکونتی او بر سر آن بوده‌است تا «یک جامعهٔ بیمار را بررسی کند» و جدایی بسیارست میان نمایاندن برپایی نوینگرایی rising modernity و پیوند آن با شهربازاران از یک سوی و ترازش آن با ایستایی اروپا از سو ی دیگر. ویسکونتی این ایستایی را در بسته‌بندی داستان‌های نمادین پایان سده در ونیز و پادشاهی رو به مرگ باواریا به آزمون می‌گیرد. او در این هر دو فیلم گندوایی را بررسی می‌کند که به دیدهٔ او نمادهای آشکار جامعه ایست که به دم تکان دهندهٔ مرگ رسیده‌است.
به داوری فرجامین می‌بایست گفت که برازندگی و ارجمندی فیلم‌های ویسکونتی با گذشت روزگار پدیدار تر شده و می‌شود.

## فیلم‌شناسی
| سال  | نام                                      | نام انگلیسی                  | جوایز |
| ---- | ---------------------------------------- | ---------------------------- | --- |
| ۱۹۴۳ | وسوسه                                    | Obsession                    | |
| ۱۹۴۸ | زمین می‌لرزد                              | The Earth Will Tremble       | برنده – Special International Award (جشنواره فیلم ونیز) نامزد – Grand International Prize of Venice                                                     |
| ۱۹۵۱ | بلیسیما                                  | Bellissima                   | |
| ۱۹۵۳ | ما، زنان                                 | Siamo donne                  | |
| ۱۹۵۴ | احساس                                    | Senso or The Wanton Countess | نامزد – Golden Lion |
| ۱۹۵۷ | شب‌های روشن                               | White Nights                 | برنده – Silver Lion نامزد – Golden Lion |
| ۱۹۶۰ | روکو و برادرانش                          | Rocco and His Brothers       | برنده – Special Prize (Venice Film Festival) برنده – FIPRESCI Prize (Venice Film Festival) نامزد – Golden Lion                                          |
| ۱۹۶۳ | یوزپلنگ                                  | The Leopard                  | برنده – جشنواره فیلم کن ۱۹۶۳ |
| ۱۹۶۵ | ساندرا                                   | Sandra                       | برنده – Golden Lion |
| ۱۹۶۷ | بیگانه                                   | The Stranger                 | نامزد – Golden Lion |
| ۱۹۶۹ | غروب خدایان                              | The Damned                   | نامزد – چهل و دومین دوره جوایز اسکار |
| ۱۹۷۱ | مرگ در ونیز                              | Death in Venice              | برنده – جشنواره فیلم کن ۱۹۷۱ (جشنواره کن) نامزد – BAFTA Award for Best Direction, Best Actor Dirk Bogarde نامزد - Academy Award for Best Costume Design |
| ۱۹۷۳ | لودویگ                                   | Ludwig                       | |
| ۱۹۷۴ | تابلوی خانواده در صحنه‌ای از زندگی روزانه | Conversation Piece           | |
| ۱۹۷۶ | بی‌گناه                                   | The Innocent                 | |

### فیلم‌های مستند
| سال  | نام                   | نام ایتالیایی                  | توضیحات                                                              |
| ---- | --------------------- | ------------------------------ | -------------------------------------------------------------------- |
| ۱۹۵۱ | یادداشت‌هایی بر یک خبر | Appunti su un fatto di cronaca | مستند کوتاه سیاه و سفید؛ در رابطه با حادثه‌ای غم‌انگیز در رم ایتالیا   |
| ۱۹۷۰ | در جستجوی تادزیو      | Alla ricerca di Tadzio         | مستند درام؛ با موضوع جستجو برای یافتن بازیگر نوجوان فیلم مرگ در ونیز |